# Silvio Hernández
Silvio Hernández del Valle (Veracruz, 31 de diciembre de 1908 - México, D. F., 20 de marzo de 1984) fue un  jugador de baloncesto mexicano. Fue medalla de bronce con México en los Juegos Olímpicos de Berlín de 1936.